# Afikim
Afikim (אֲפִיקִים) est un kibboutz créé sur 1932, dans la vallée du Jourdain, au nord d'Israël, à trois kilomètres au sud de la mer de Galilée. Il relève de la compétence du Conseil régional d'Emek HaYarden et en 2019, il compte 1 511 habitants. Il est devenu un acteur majeur de l'industrie laitière mondiale.

## Étymologie
Le nom Afikim signifie « lits de rivière » et fait référence au Jourdain et à son affluent, la rivière Yarmuk. Ce nom est également tiré de la Bible, livre d'Ézéchiel 34 :  « Je les ferai paître... dans les lits des rivières ».

## Histoire
Le site préhistorique d'al-'Ubaydiyya est situé à proximité du kibboutz.
En 1932, des Juifs russes soviétiques, précédemment installés depuis les années 1920 dans la région de Wazia en Haute Galilée, et affiliés au groupe Hashomer Hatzaïr, créent le kibboutz Afikim, à côté du fleuve Jourdain, sur une parcelle de terrain appartenant au kibboutz historique Degania Bet.
Durant la guerre d'indépendance en 1948, le kibboutz subit de fréquents raids de l'armée syrienne et irakienne et était un bastion de l' activité du Palmach.
Par la suite, Afikim devient un centre de formation agricole pour les soldats de Tsahal qui prévoyaient de rejoindre les kibboutzim après leur démobilisation.
En 1977, Afikim a accueilli 66 réfugiés du Vietnam. En 2011, le kibboutz a accepté 100 nouveaux membres.

## Démographie
En 1967, Afikim comptait 1 290 habitants issus de nombreux pays, ce qui en fait l'une des plus grandes colonies communales d'Israël. En 2002, sa population s'élevait à 1 030 et en 2019, à 1 511 habitants.

## Économie

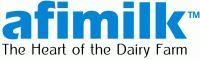
Logo d'Afimilk

Afikim cultive des bananes, des palmiers dattiers, des pamplemousses, des avocats, des olives, une flore subtropicale et des céréales. Il s'occupe également d'aquaculture, de volailles et d'élevage laitier. Le kibboutz compte ainsi 400 vaches. Il exploite Afimilk, une entreprise d'équipement laitier, et Afikim Electric Vehicles, un fabricant de véhicules électriques dont pour handicapés,. Dans les années 1980, Afikim a traversé une crise économique et a été partiellement privatisée. Le kibboutz est devenu partenaire de l'usine voisine de cellotex et de matériaux similaires.
Afikim se livrer à une agriculture intensive (grandes cultures irriguées).
En 2010, Afikim annonce son partenariat dans un projet de production laitière d'un demi-milliard de dollars au Vietnam. Le projet consiste à établir une exploitation laitière de 30 000 vaches pour fournir 500 000 litres de lait par jour, soit environ 40 % de la consommation actuelle de lait du Vietnam. Afikim est responsable de toutes les étapes de l'entreprise, y compris l'élevage et la préparation des terres pour les cultures utilisées comme fourrage. En plus d'une ferme de démonstration avec 174 vaches établie à des fins éducatives, une ferme laitière commerciale avec 20 000 vaches, l'installation TH Milk, est construite par étapes jusqu'en 2015. La production de lait par vache est de 9 300 litres de lait par an malgré les conditions tropicales.

## Inventions
Le premier compteur à lait électronique, qui mesure le nombre de litres de lait produit par une vache, a été inventé à Afikim.
D'autres inventions incluent le podomètre qui compte le nombre de pas qu'une vache effectue, indiquant le bon moment pour l'insémination ; AfiFarm, un logiciel de gestion de troupeaux laitiers ; AfiAct, un système de détection de fertilité ; AfiLab, un appareil qui analyse les composants du lait et détecte les bactéries.

## Prix
En 2009, Assaf Inbari, un écrivain qui a grandi dans le kibboutz, publie Home, un roman basé sur l'histoire d'Afikim. Il reçoit le prix Platine de l'Association des éditeurs de livres d'Israël 2010 et figurait sur la liste restreinte des finalistes pour le prix Sapir de littérature.
En 2011, le scooter Breeze-S d'Afikim Electric Vehicles a remporté le prix allemand du design Red Dot dans la catégorie Sciences de la vie et médecine.

## Personnalités
- Abderrazak Abdelkader y est enterré, l'un de ses arrière petits fils de l'émir Abd-el-Kader, un marxiste qui avait pris fait et cause pour le sionisme, et publié deux essais aux éditions Maspero, Le conflit judéo-arabe et Le monde arabe à la veille d’un tournant. Sur sa tombe, est gravé le nom de « Dove Golan » qui signifie « l'ours du Golan ». Selon son souhait, il n’est pas enterré la tête dirigée vers La Mecque, mais vers le Golan[15].
- Leo Roth

## Galeries

Premières décennies
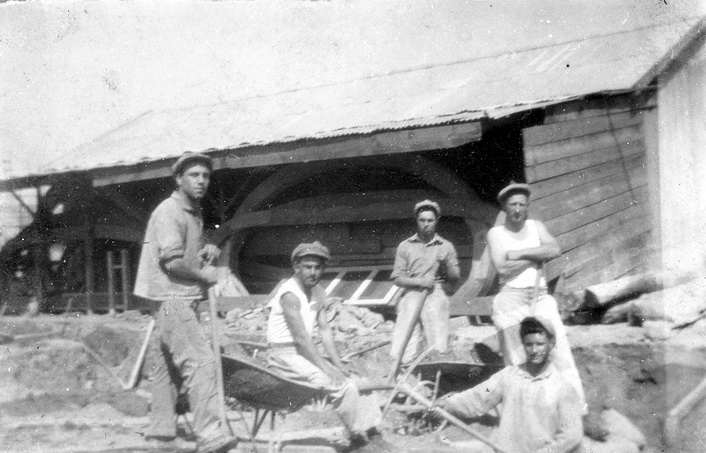
Construction d'une cabane du futur kibboutz, 1928
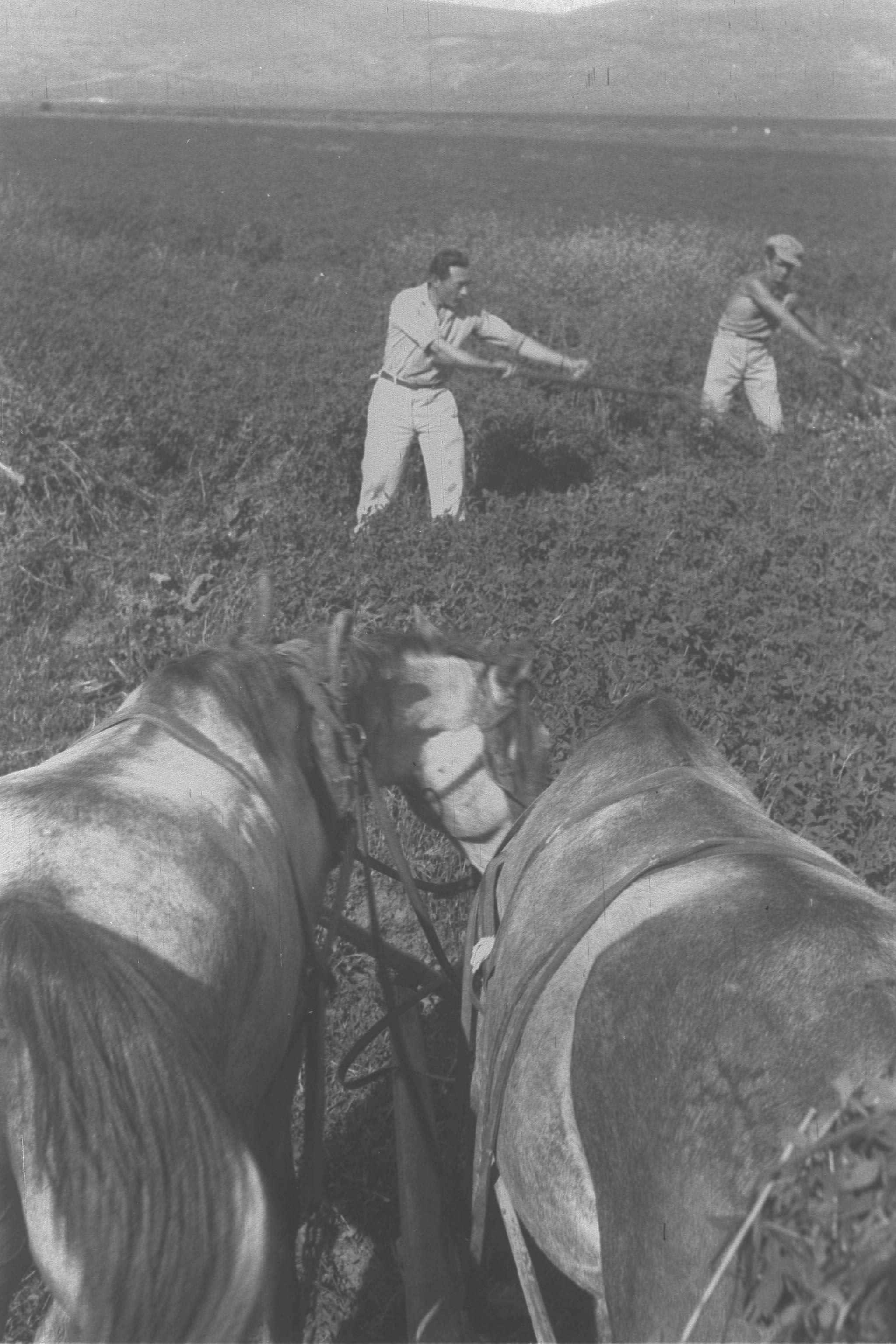
Membres du kibboutz Afikim coupant du fourrage pour le bétail, mars 1937
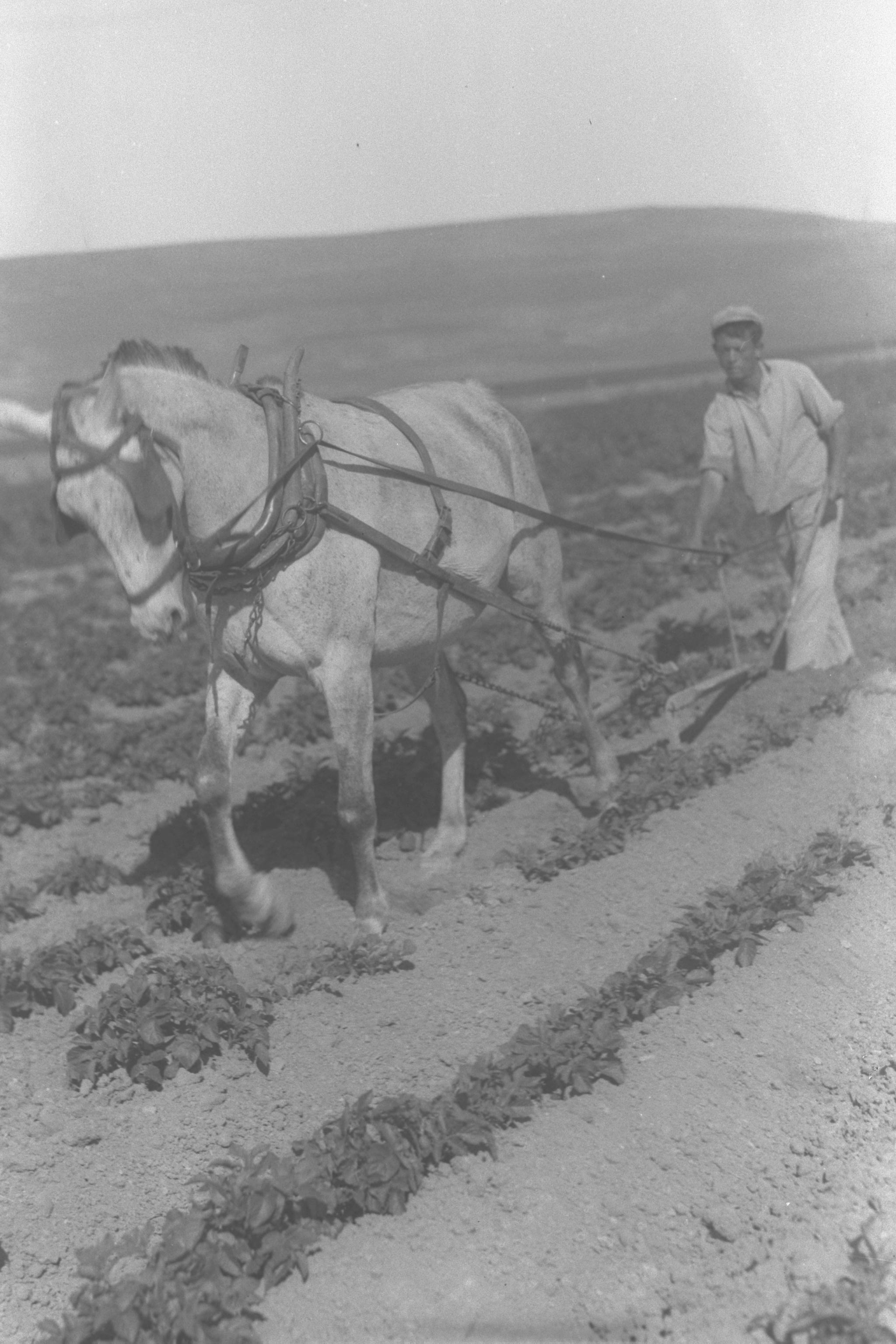
Labour d'un champ de légumes, mars 1937
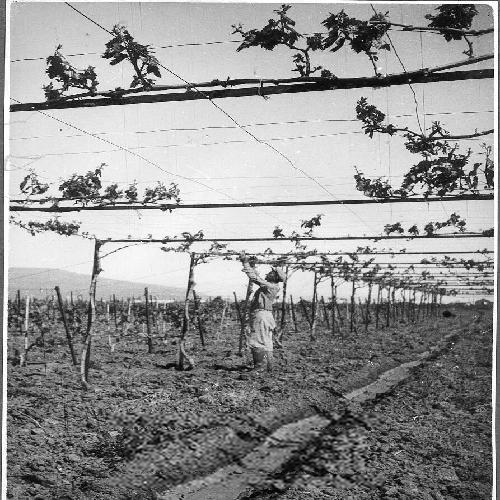
Plantation d'un vignoble, 1937
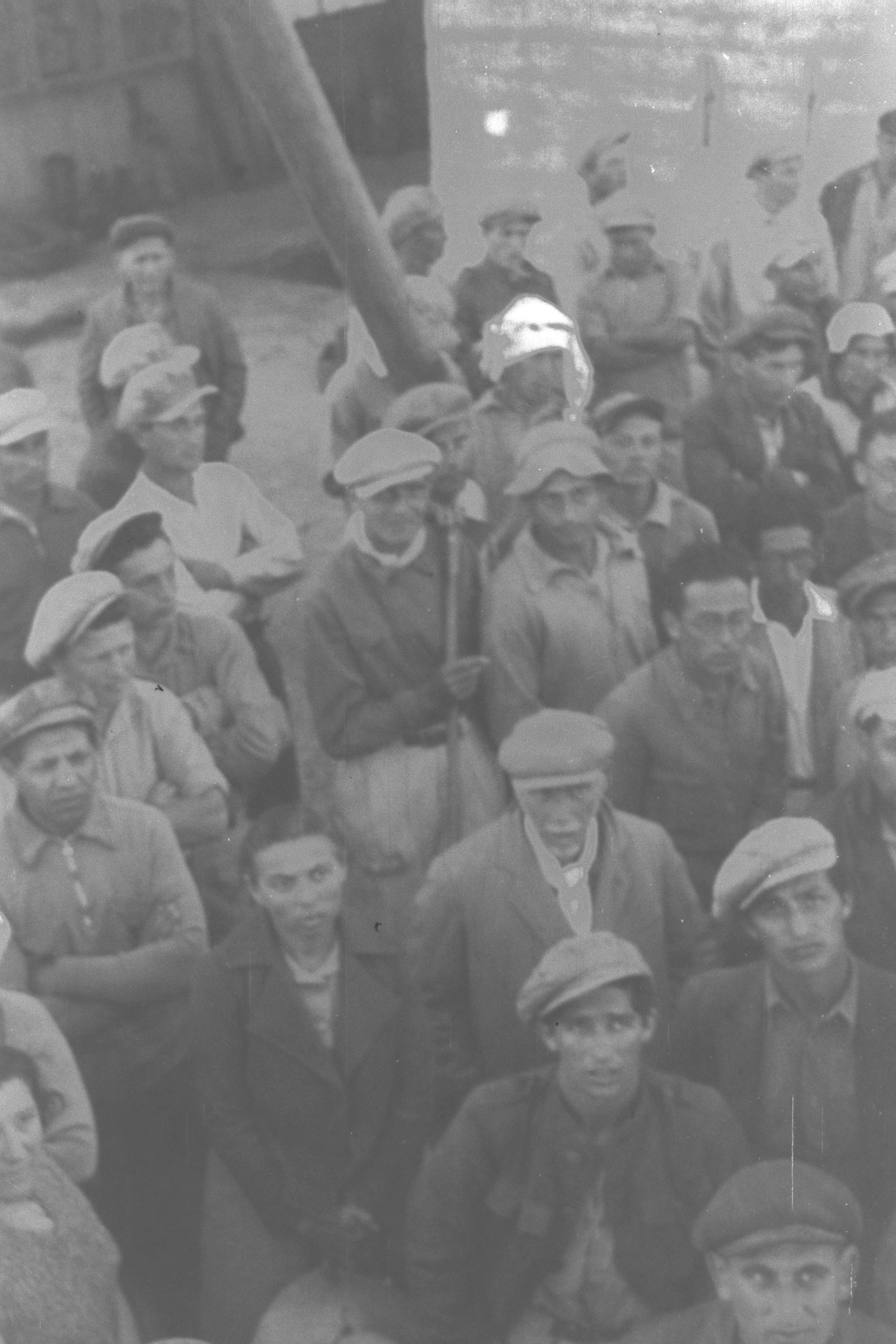
Volontaires du kibboutz Afikim avant leur départ pour aider à l'établissement des kibboutzim Massada et Saar Hagolan, mars 1937
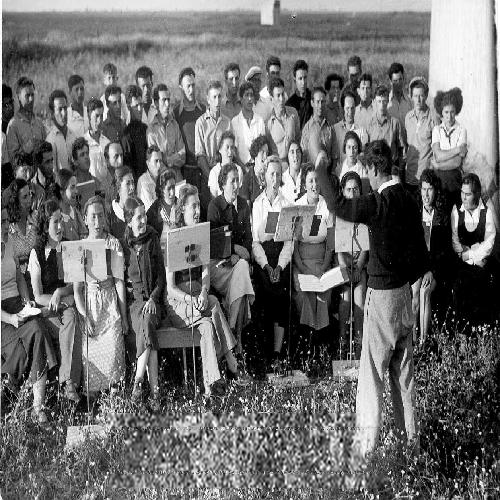
Chorale du kibboutz, 1937
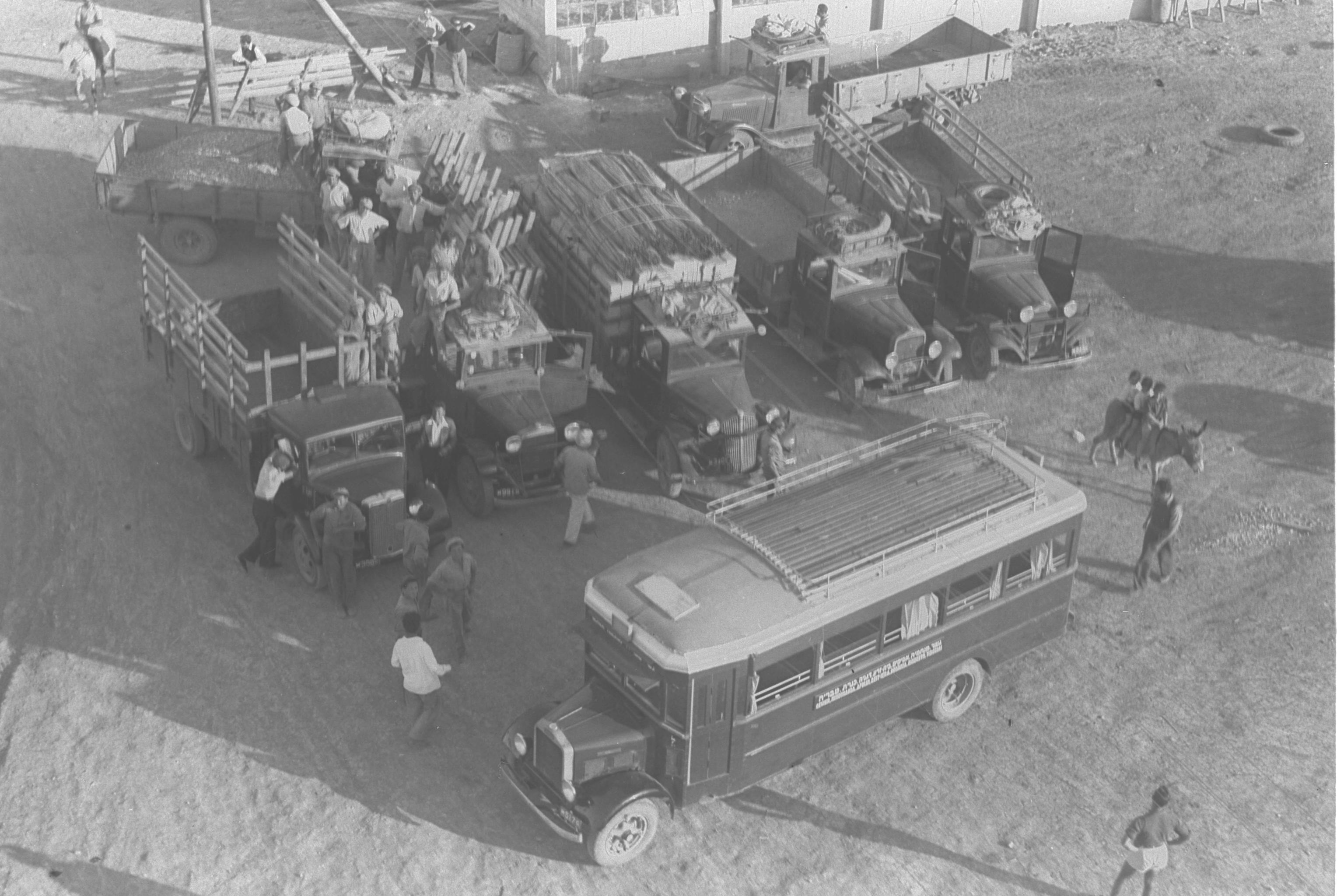
Camions et bus appartenant au kibboutz, mars 1937
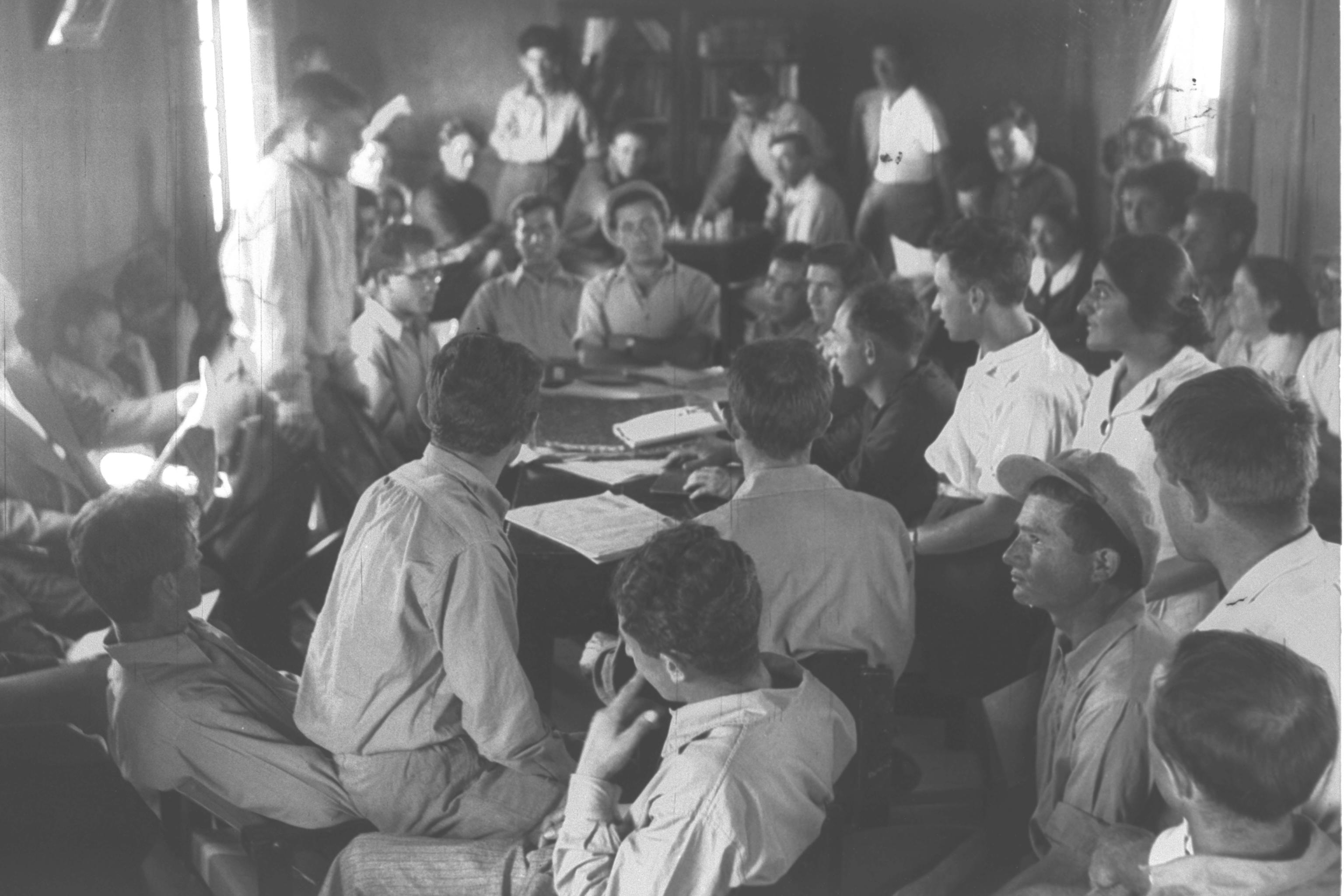
Réunion à la bibliothèque, mars 1937
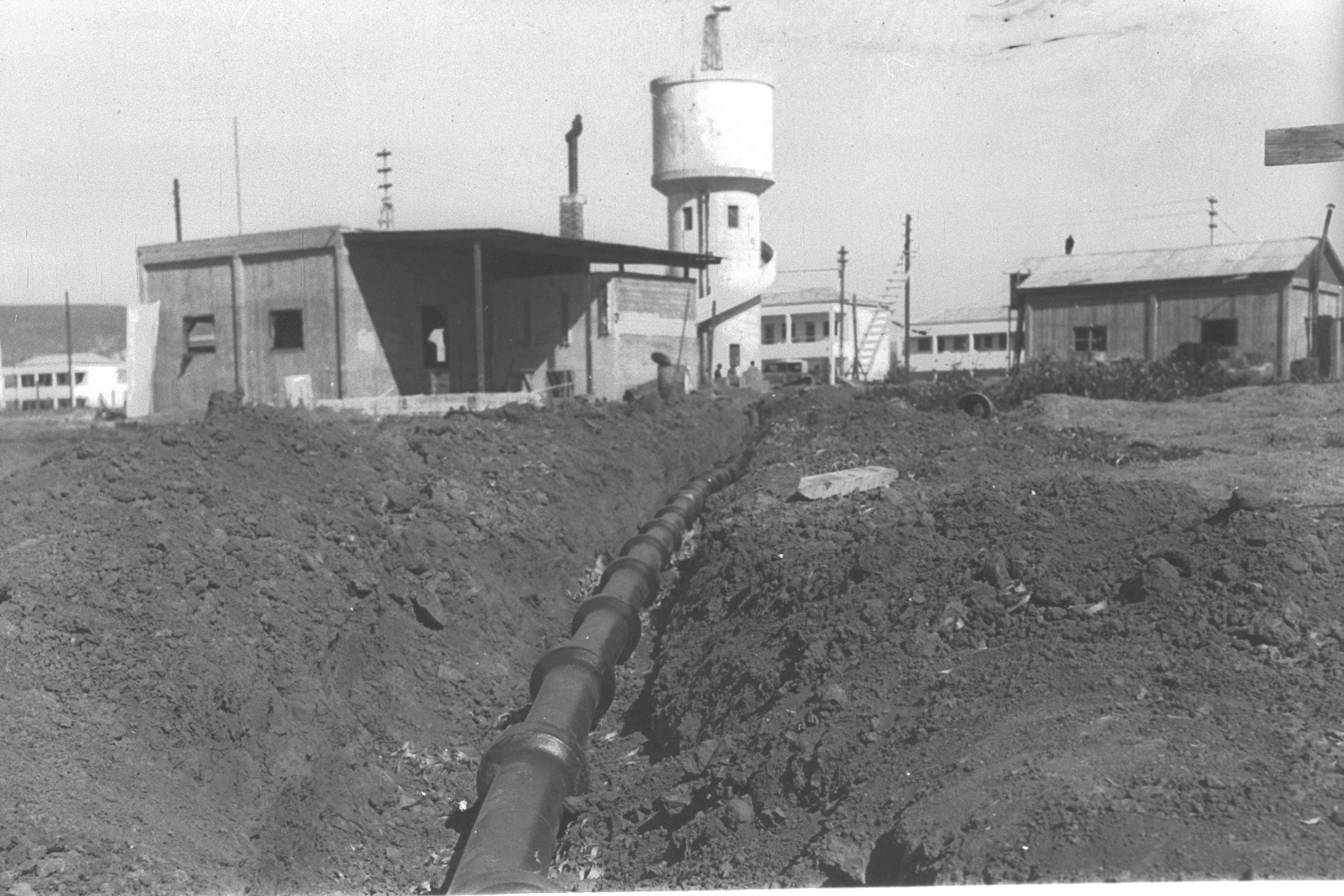
Création de canalisation, mai 1937
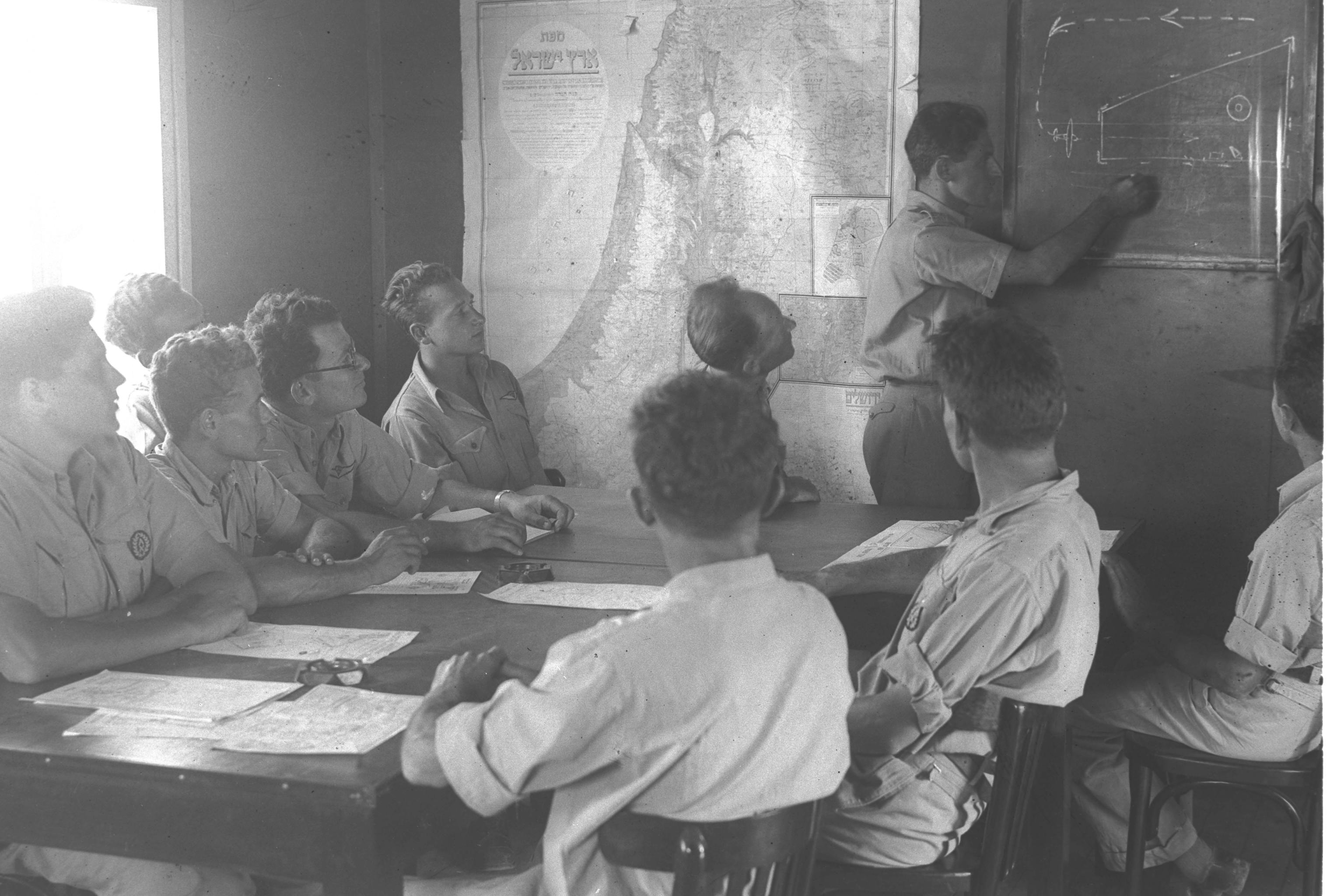
Premiers cours théoriques de pilotage de la Haganah par Itzhak Zuckerman-Tzur au kibboutz, juin 1938
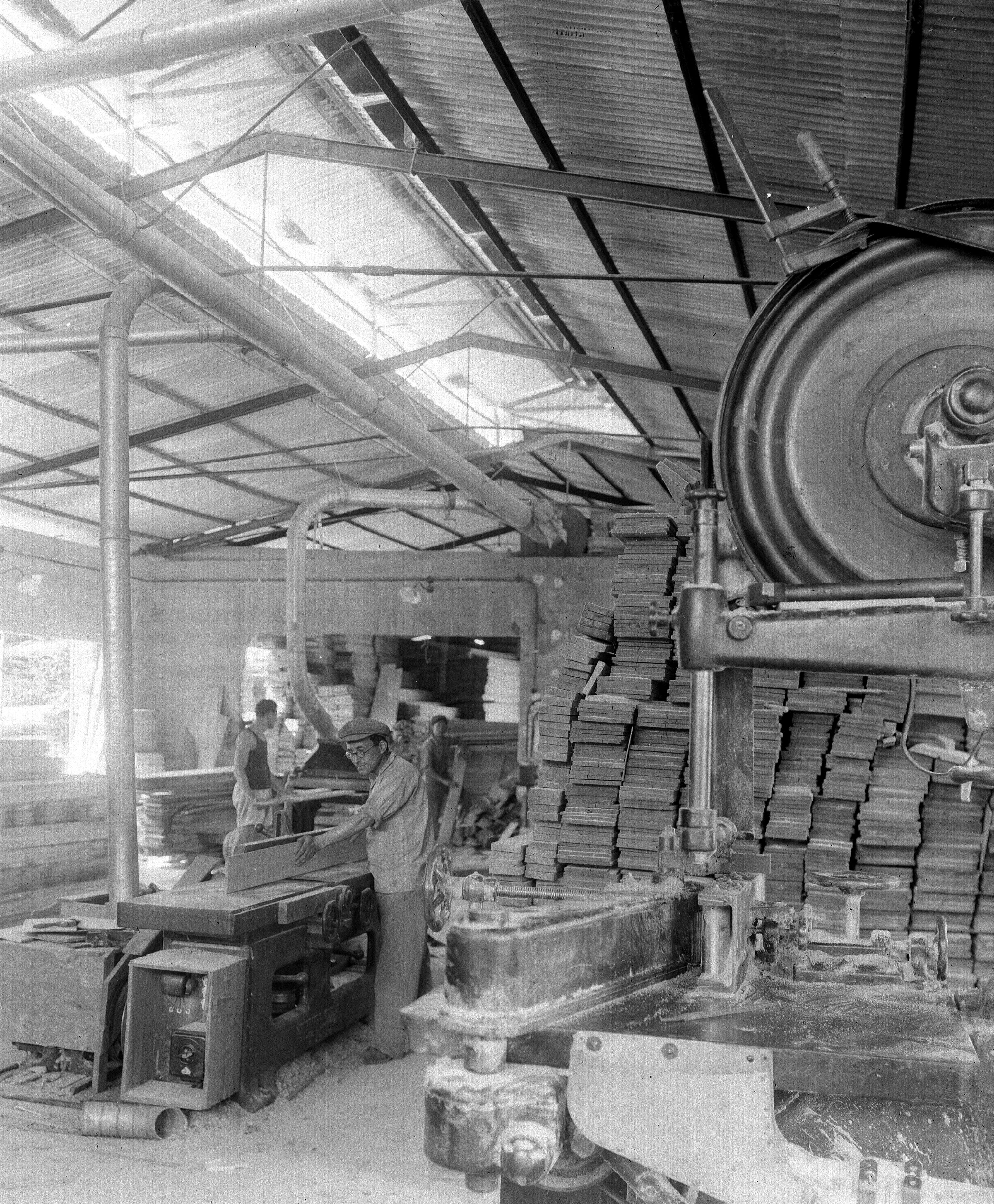
Atelier de menuiserie, mars 1940
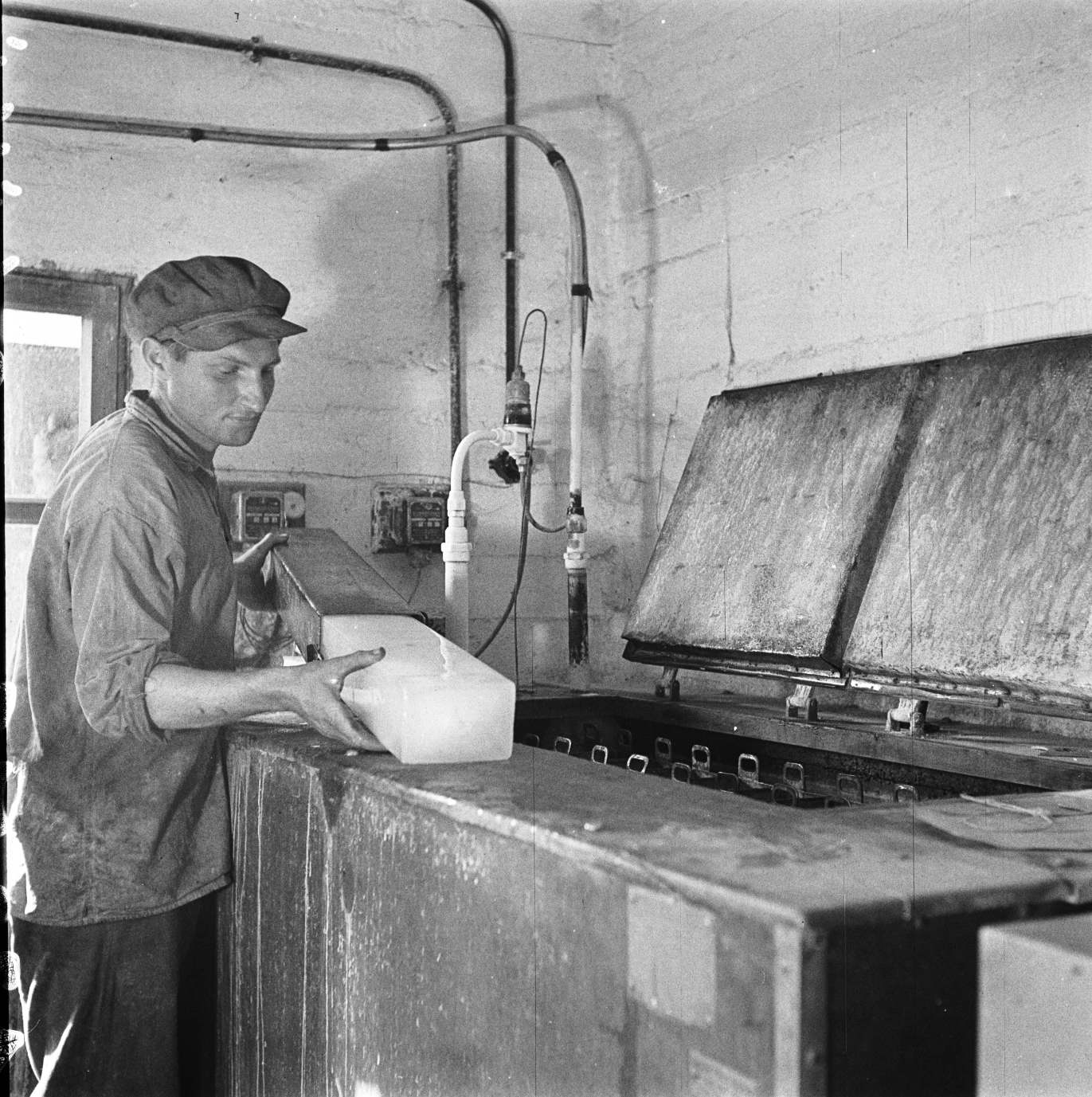
Travail sur une machine, 1940
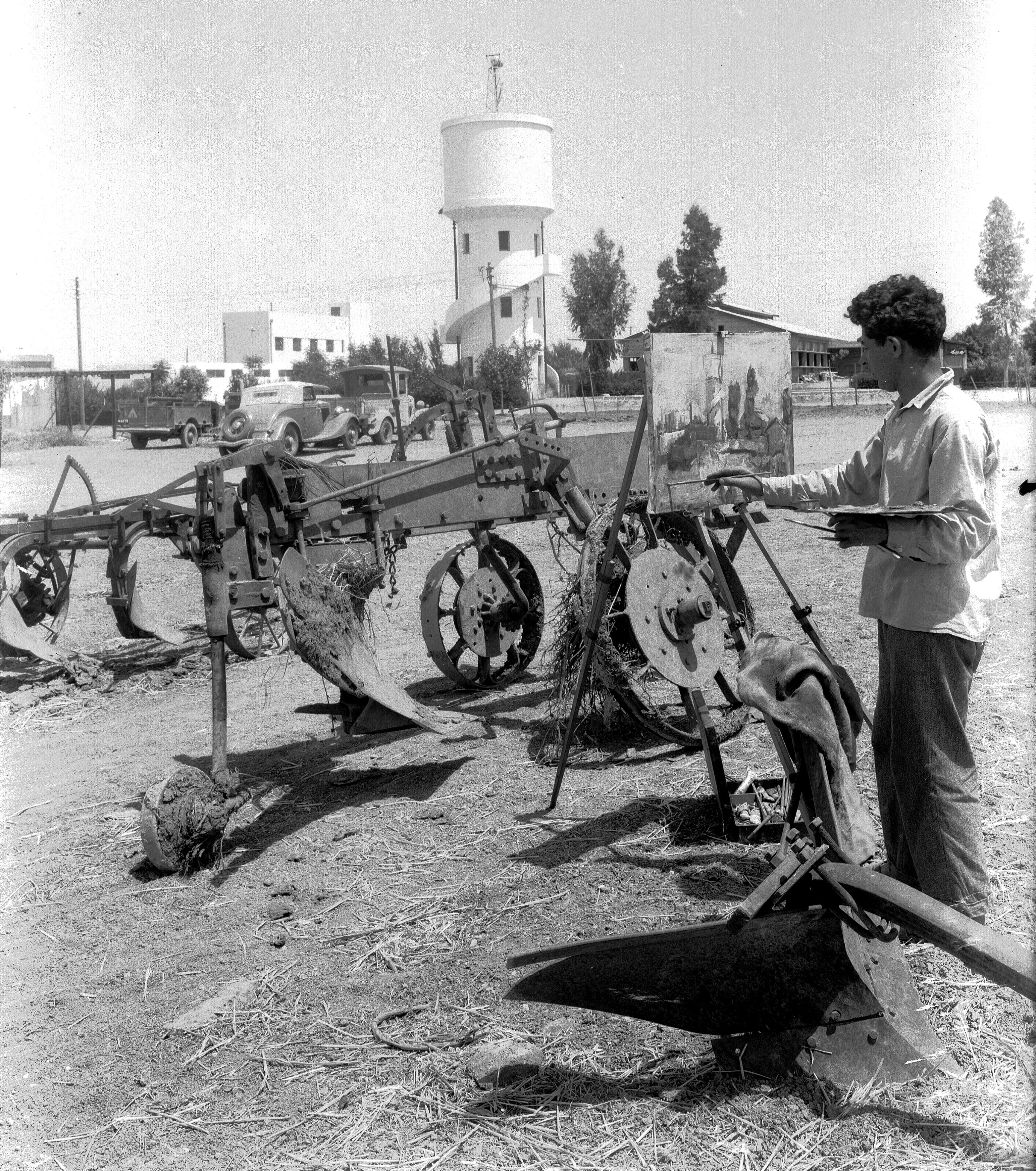
Aharon Giladi peint durant son temps libre, mai 1940
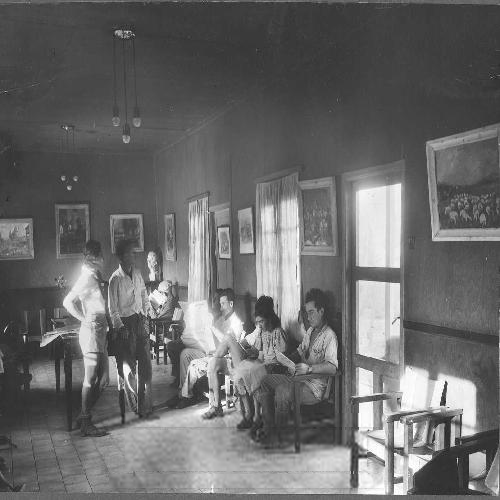
Exposition dans la salle de lecture, 1940
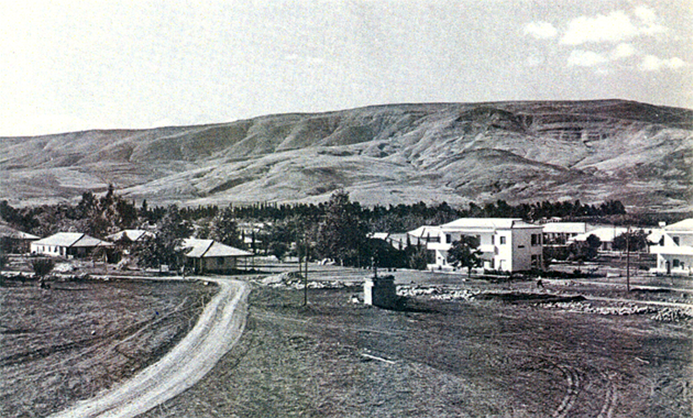
Afikim, années 1940
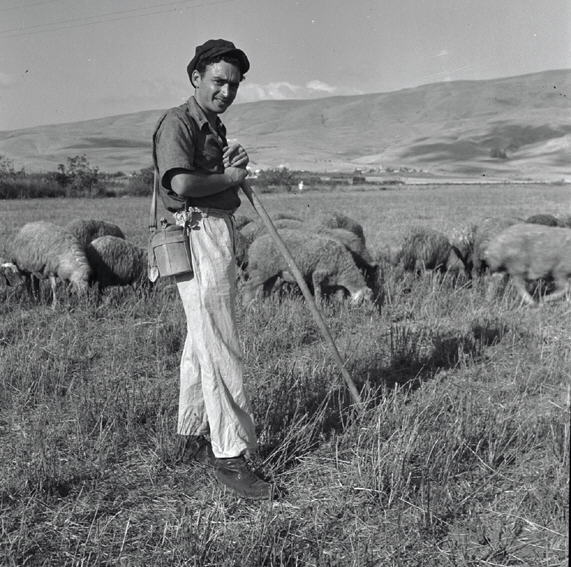
Berger et ses moutons en pâturage, janvier 1945
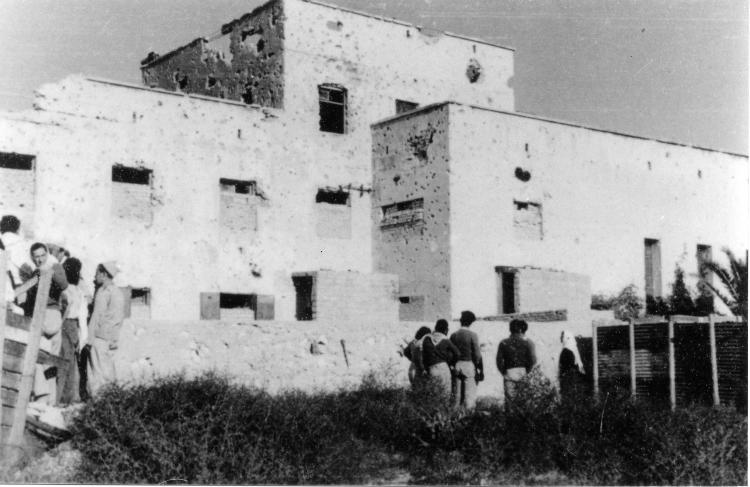
Mur criblé de balles, 1948
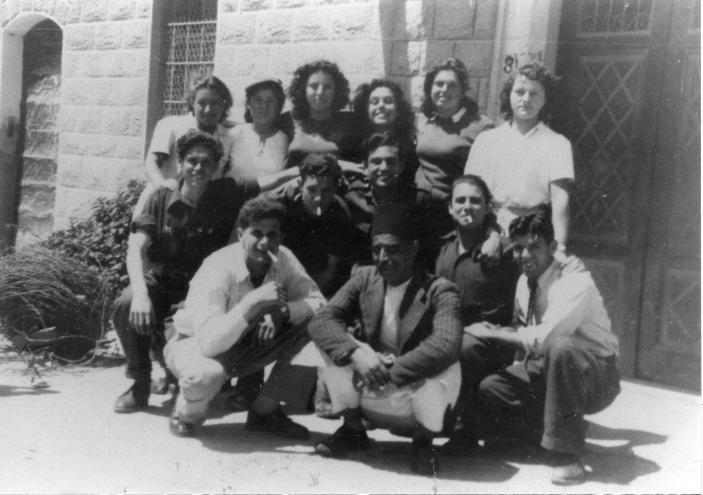
Rachel Zaga avec des amis d'une autre unité, 1948
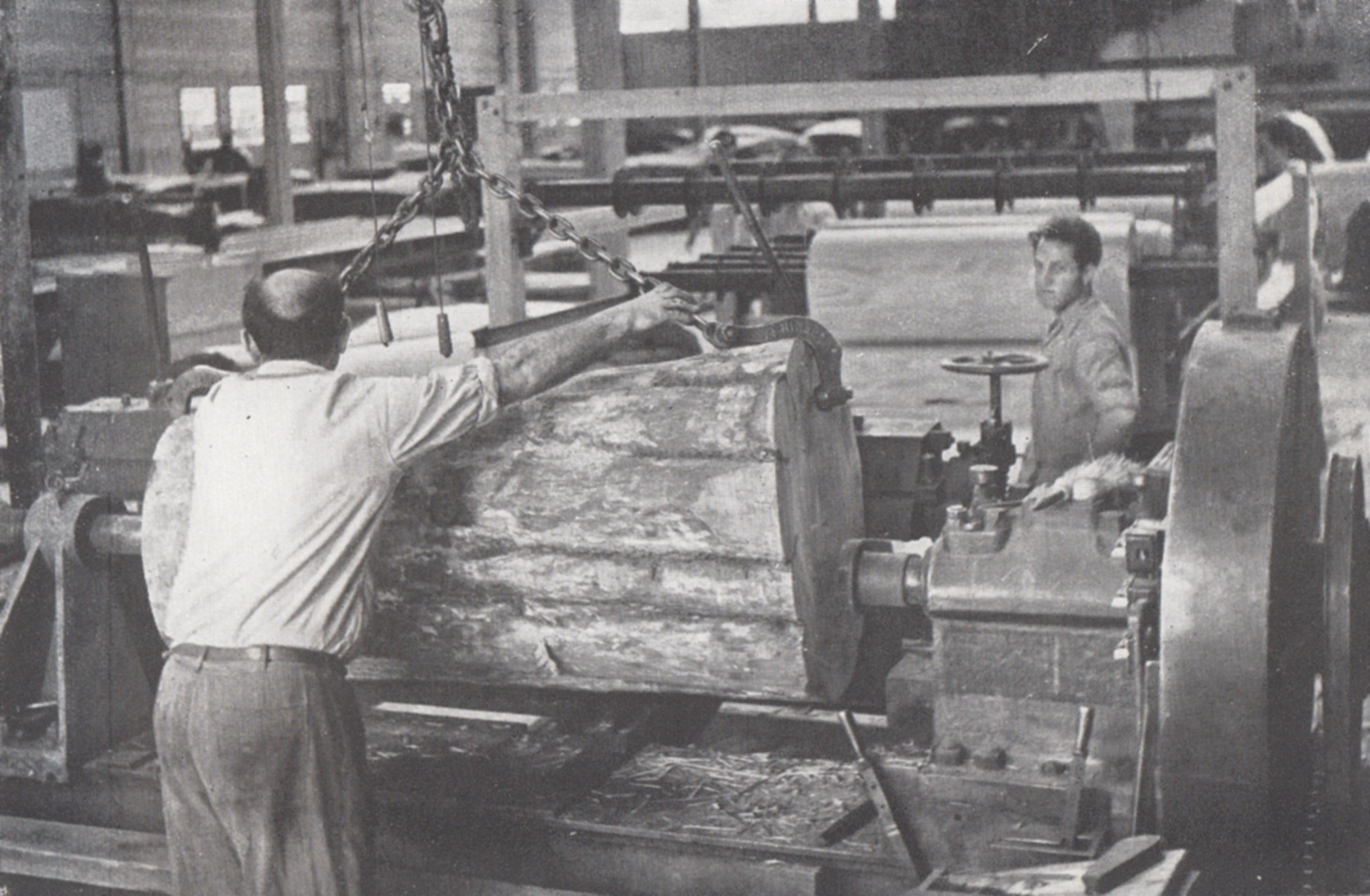
Travail à la scierie, entre 1948 et 1951
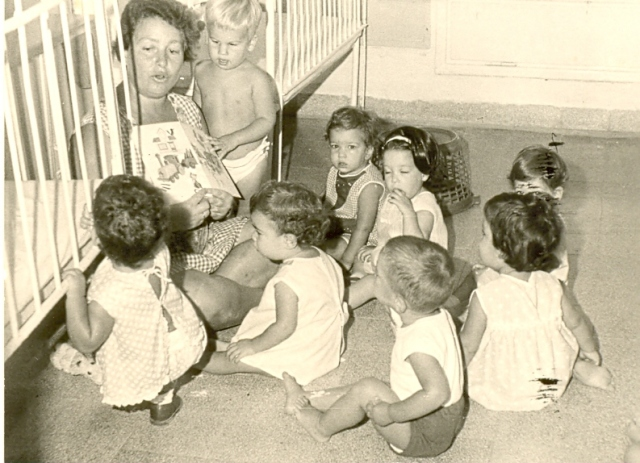
Enfants et leur nurse dans la maison des enfants, années 1960

De nos jours
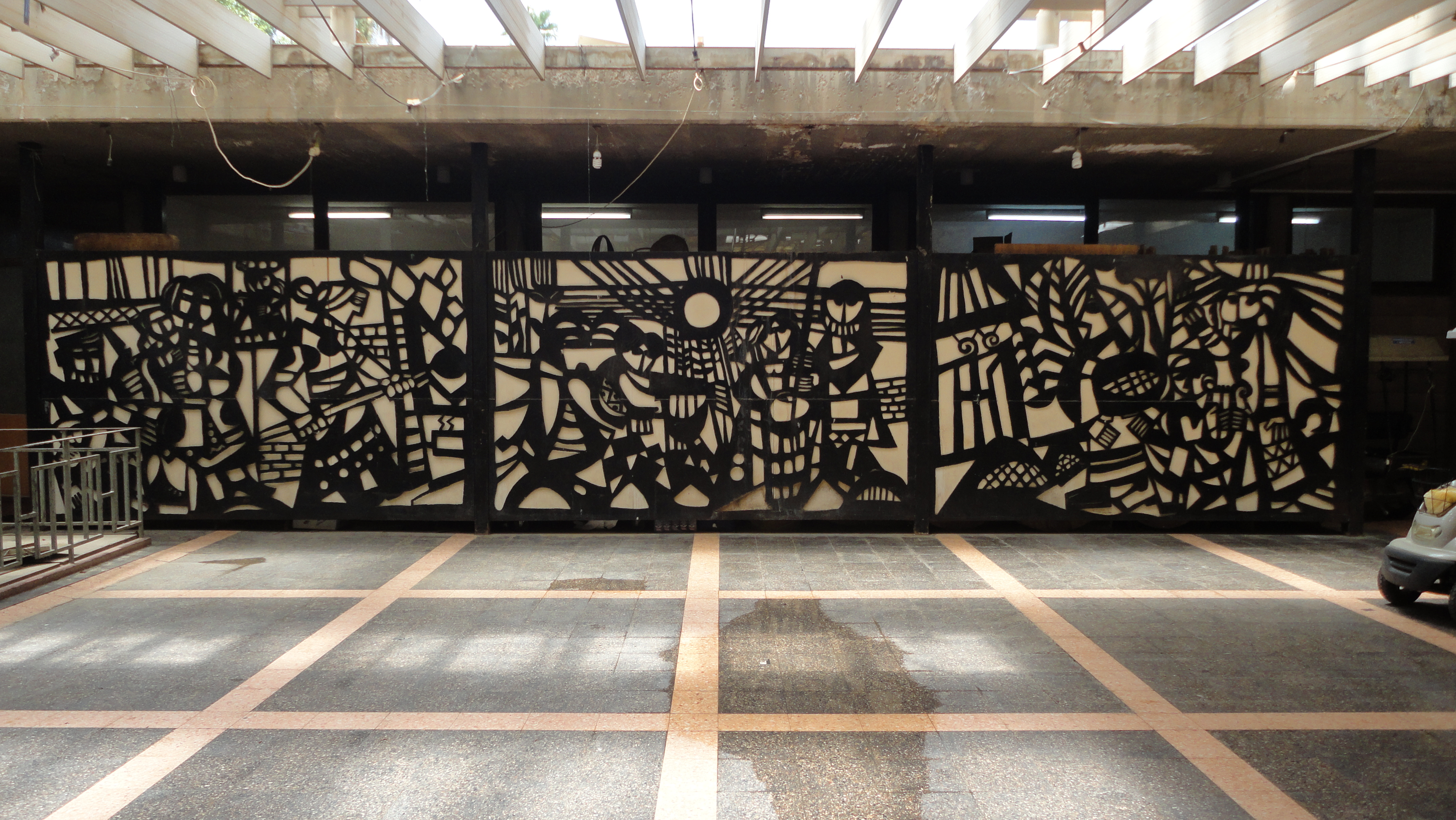
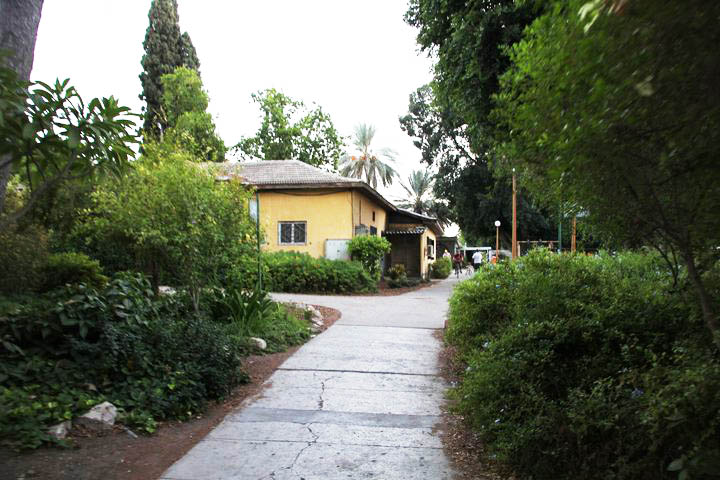
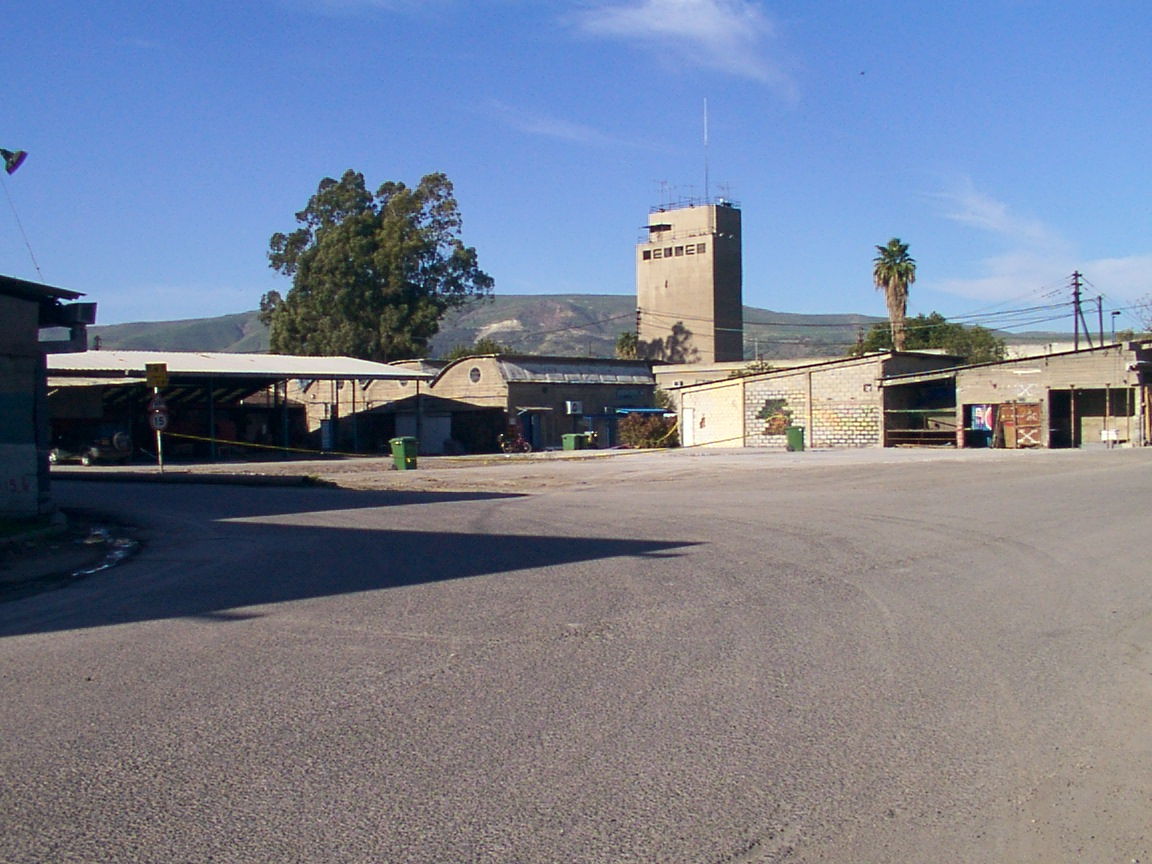
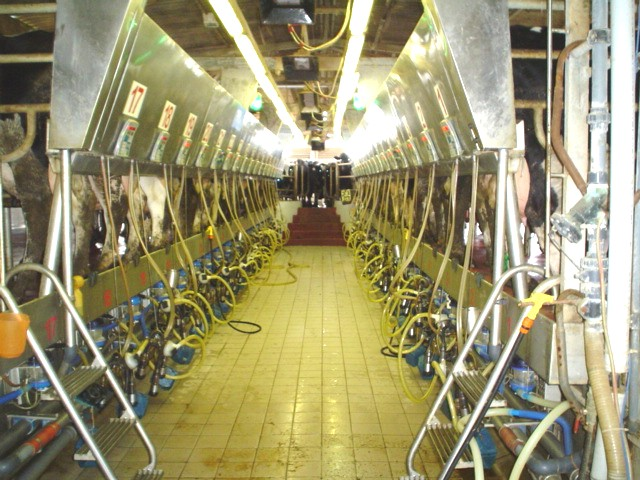
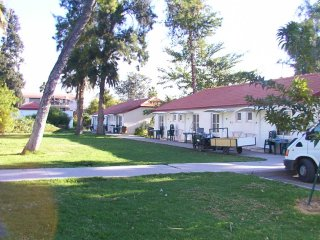